# Franzosenlinden

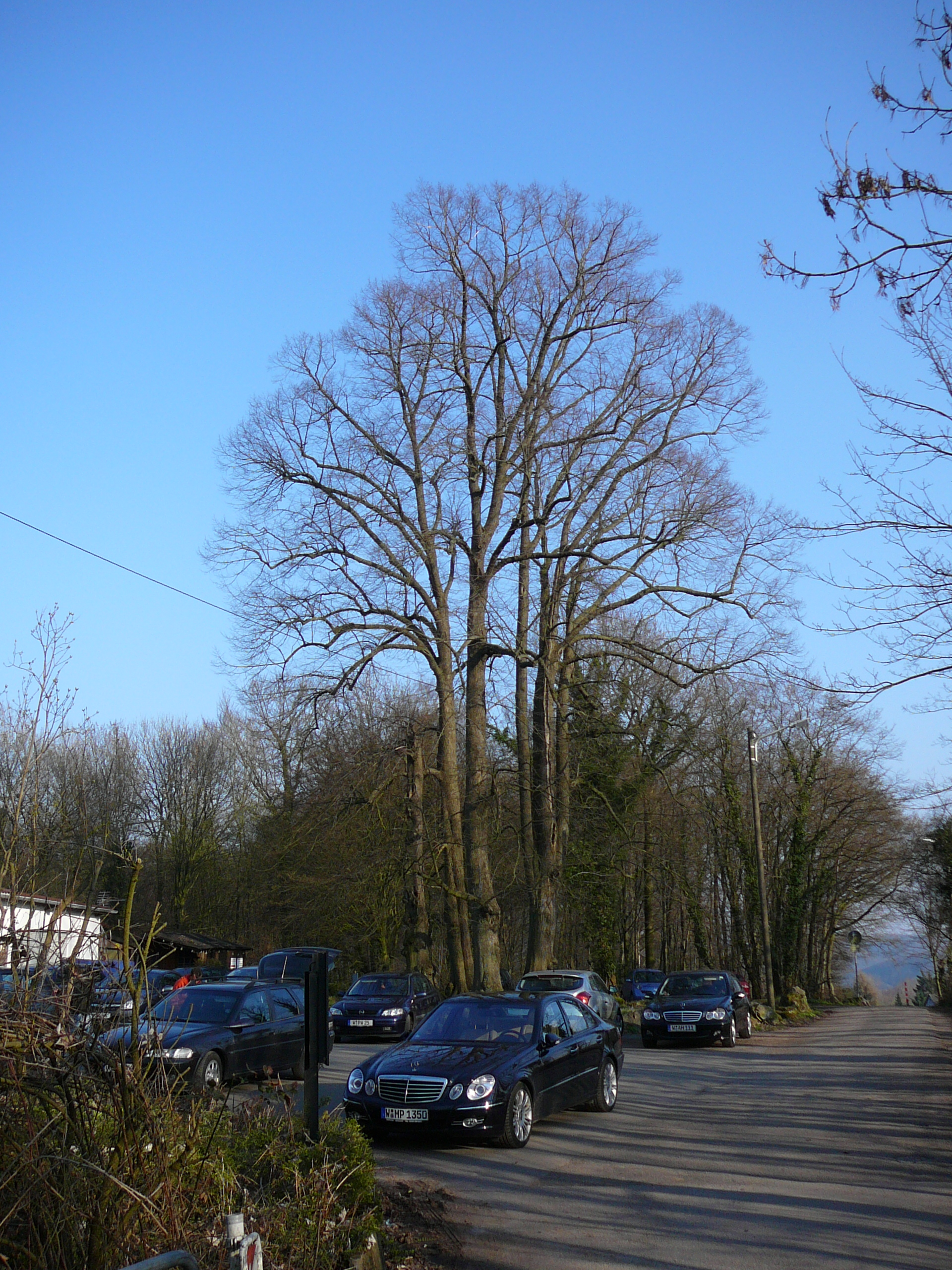
Die Baumgruppe
(April 2009)

Die Franzosenlinden sind eine kleine geschlossene Baumgruppe im Wuppertaler Stadtbezirk Vohwinkel am westlichen Rand des Wohnquartiers Lüntenbeck. Die Gruppe besteht aus vier Winterlinden (Tilia cordata) und ist als botanisches Naturdenkmal gemäß § 22 a+b des Landschaftsgesetzes Nordrhein-Westfalen als „geschlossene Baumgruppe, sog. Franzosenlinden“ aufgrund wissenschaftlichen, naturgeschichtlichen, landeskundlichen oder erdgeschichtlichen Gründen und wegen ihrer Seltenheit, Eigenart oder Schönheit eingetragen.

## Beschreibung
Die Baumgruppe, die ein Quadrat bildet und daher auch als „Lindenquadrat“ bezeichnet wird,:S. 58 liegt an der Ortslage Broscheidt und rund 150 Meter östlich der Bahnstraße (Bundesstraße 224). Broscheidt (andere Schreibweise Broscheid) war Ende des 18. Jahrhunderts ein Kotten mit Nebengebäude und Gartenland und gehörte zum Haus Lüntenbeck.:S. 21 Später wurde hier, wo sich heute der Sportplatz Lüntenbeck befindet, eine Ziegelei betrieben. Die Bundesstraße geht auf eine Altstraße zurück, die unter anderem auf der Topographia Ducatus Montani des Erich Philipp Ploennies aus dem Jahre 1715 verzeichnet ist. Sie war früher ein Teil der Werdenschen Kohlenstraße, die bis ins 14. Jahrhundert zurückgeht und auf deren Trasse 1815 die Provinzialstraße Essen–Solingen angelegt wurde.
Nach mündlicher Überlieferung wurden im Zentrum der vier Linden französische Soldaten oder ein verstorbener französischer Offizier begraben. Damit stellt die Pflanzung auch ein Grabdenkmal dar. Die Linden sollen zur Zeit Napoleons gepflanzt worden sein, also vor 1813. Die Straße wurde zu dieser Zeit auch als Heerstraße benutzt. Aus der Nähe zum Schloss Lüntenbeck wird geschlossen, dass das Grabdenkmal nur in Zustimmung mit dem Hausherrn des Herrenhauses hatte angelegt werden können bzw. nach der Zeit der Franzosen nur durch die Ehrfurcht des Hausherrn über die Zeit erhalten bleiben konnte.
2008 wurde an der Baumgruppe ein hölzernes Informationsschild errichtet.

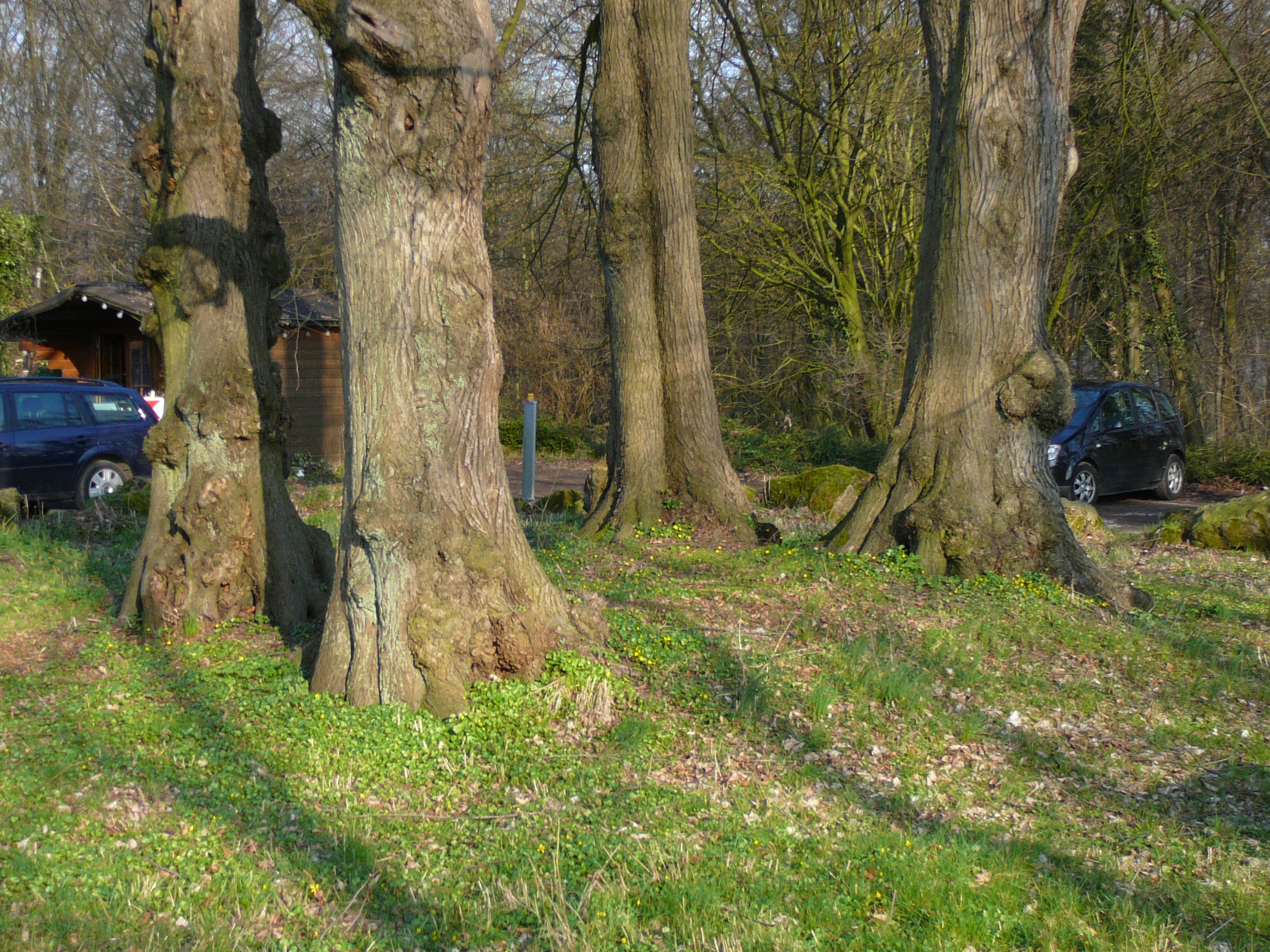
Der Wurzelbereich der Franzosenlinden
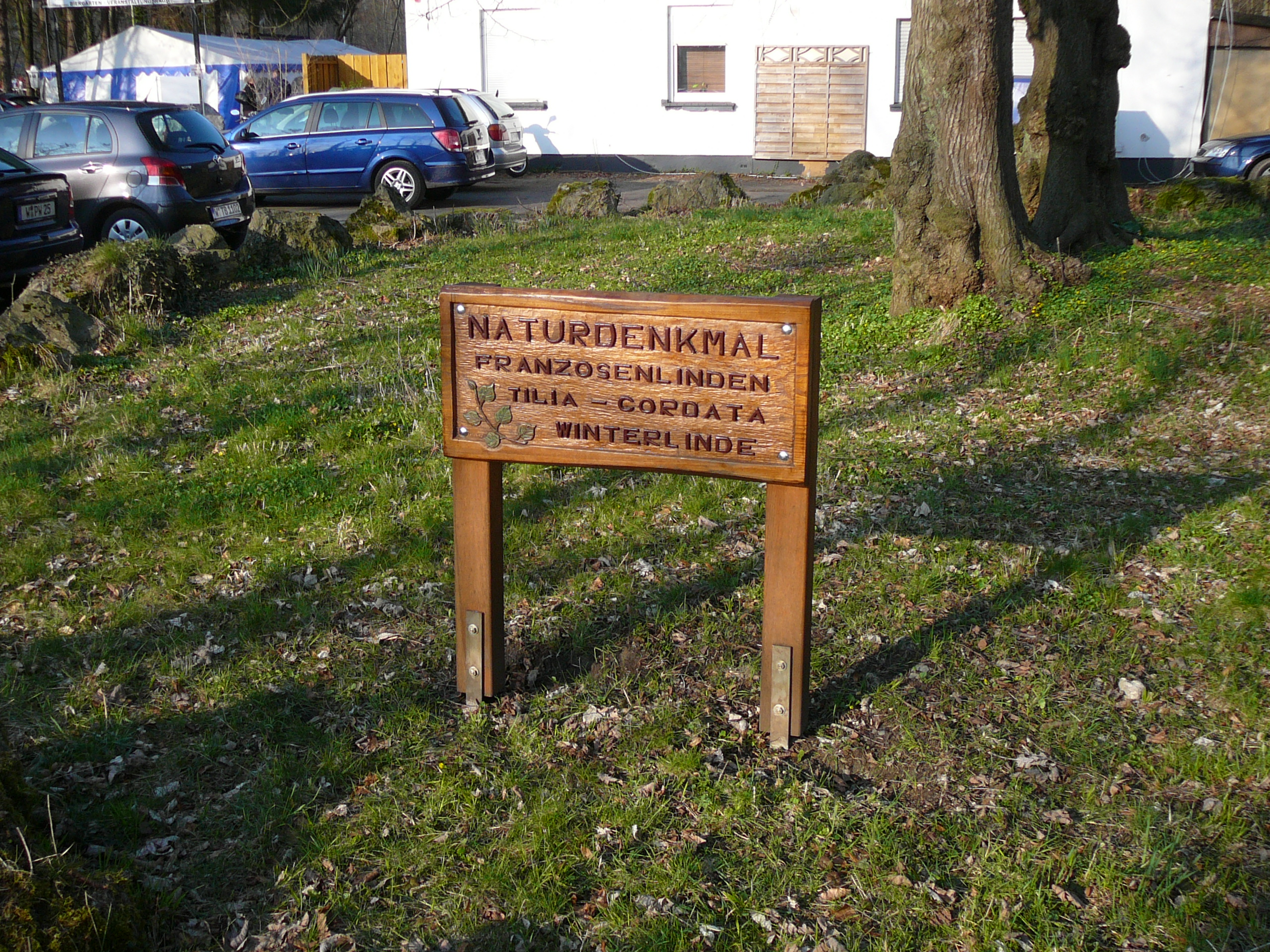
Hinweisschild